# Premi Heineken
I premi Heineken per le arti e le scienze sono dei premi istituiti nel 1964 e conferiti ogni due anni dall'Accademia reale delle arti e delle scienze dei Paesi Bassi, così chiamati in onore di Henry Pierre Heineken, figlio di Gerard Adriaan Heineken, creatore della birra Heineken, Alfred Heineken, ex presidente di Heineken Holdings, e Charlene de Carvalho-Heineken, attuale presidente della Heineken Prizes Foundations, che finanzia tutti i premi. Tredici fra i vincitori dei premi assegnati nel passato per la biochimica, biofisica e medicina hanno successivamente ricevuto un premio Nobel.

## Premi
I cinque premi scientifici assegnati, da 200000 $ ciascuno, sono:
1. Premio Dr H.P. Heineken per la biochimica e la biofisica[2]
2. Premio Dr H.A. Heineken per la medicina[3]
3. Premio Dr H.A. Heineken per la storia[4]
4. Premio Dr H.A. Heineken per le scienze ambientali[5]
5. Premio C.L. de Carvalho-Heineken per le scienze cognitive[6]

Nel 1988, è stato istituito un ulteriore premio, il Premio Dr A.H. Heineken per l'arte, che viene assegnato a un artista eccezionale che lavora nei Paesi Bassi. Il premio è di 100000 €, metà dei quali da spendere per una pubblicazione e/o una mostra.
A partire dal 2010, vengono assegnati dei premi da 10000 € a giovani talenti nei seguenti campi di ricerca: scienze mediche/biomedicali, scienze umanistiche, scienze naturali e scienze sociali.

## Selezione e assegnazione
Il processo di selezione dei premi Heineken può essere paragonato a quello dei premi Nobel: in una prima fase, scienziati di tutto il mondo vengono invitati a nominare altri colleghi scienziati nei rispettivi campi di ricerca. L'Accademia reale delle arti e delle scienze dei Paesi Bassi, successivamente, nomina dei comitati speciali di valutazione, composti da eminenti scienziati (sia membri che non membri dell'accademia) e presieduti da un membro del consiglio di una delle due divisioni dell'accademia, per assegnare i premi scientifici. Una giuria indipendente di membri dell'accademia, che agiscono a titolo personale, sceglie invece i vincitori del premio per l'arte.
Scelti i vincitori, i premi sono assegnati in una sessione speciale degli incontri dell'accademia, che si tiene ogni anno pari al Beurs van Berlage di Amsterdam. Dal 2002 al 2012 i premi sono stati conferiti dal Principe d'Orange.

## Elenco dei vincitori[9]

### Premio Dr H.P. Heineken per la biochimica e biofisica
- 2020 Bruce Stillman
- 2018 Xiaowei Zhuang
- 2016 Jennifer Doudna
- 2014 Christopher Dobson
- 2012 Titia de Lange
- 2010 Franz-Ulrich Hartl
- 2008 Jack W. Szostak
- 2006 Alec J. Jeffreys
- 2004 Andrew Z. Fire
- 2002 Roger Y. Tsien
- 2000 James Rothman
- 1998 Anthony J. Pawson
- 1996 Paul M. Nurse
- 1994 Michael J. Berridge
- 1992 Piet Borst
- 1990 Philip Leder
- 1988 Thomas R. Cech
- 1985 Bela Julesz e Werner E. Reichardt
- 1982 Charles Weissmann
- 1979 Aaron Klug
- 1976 Laurens LM van Deenen
- 1973 Christian de Duve
- 1970 Britton Chance
- 1967 Jean LA Brachet
- 1964 Erwin Chargaff

### Premio Dr A.H. Heineken per la medicina
- 2020 Karl Deisseroth
- 2018 Peter Carmeliet
- 2016 Stephen Jackson
- 2014 Kari Alitalo
- 2012 Hans Clevers
- 2010 Ralph Steinman
- 2008 Sir Richard Peto
- 2006 Mary-Claire King
- 2004 Elizabeth H. Blackburn
- 2002 Dennis Selkoe
- 2000 Eric R. Kandel
- 1998 Barry J. Marshall
- 1996 David de Wied
- 1994 Luc Montagnier
- 1992 Salvador Moncada
- 1990 Johannes J. van Rood
- 1989 Paul C. Lauterbur

### Premio Dr A.H. Heineken per le scienze ambientali
- 2020 Corinne Le Quéré
- 2018 Paul DN Hebert
- 2016 Georgina Mace
- 2014 Jaap Sinninghe Damsté
- 2012 William Laurance
- 2010 David Tilman
- 2008 Bert Brunekreef
- 2006 Stuart L. Pimm
- 2004 Simon A. Levin
- 2002 Lonnie G. Thompson
- 2000 Poul Harremoës
- 1998 Paul R. Ehrlich
- 1996 Herman Daly
- 1994 BirdLife International ( Colin J. Bibby )
- 1992 Marko Branica
- 1990 James E. Lovelock

### Premio Dr A.H. Heineken per la storia
- 2020 Lorraine Daston
- 2018 J.R. McNeill
- 2016 Judith Herrin
- 2014 Aleida Assmann
- 2012 Geoffrey Parker
- 2010 Rosamond McKitterick
- 2008 Jonathan Israel
- 2006 Joel Mokyr
- 2004 Jacques Le Goff
- 2002 Heinz Schilling
- 2000 Jan de Vries
- 1998 Mona Ozouf
- 1996 Heiko A. Oberman
- 1994 Peter RL Brown
- 1992 Herman Van der Wee
- 1990 Peter Gay

### Premio C.L. de Carvalho-Heineken per le scienze cognitive
- 2020 Robert Zatorre
- 2018 Nancy Kanwisher
- 2016 Elizabeth Spelke
- 2014 James McClelland
- 2012 John Duncan
- 2010 Michael Tomasello
- 2008 Stanislas Dehaene
- 2006 John R. Anderson

### Premio Dr A.H. Heineken per l'arte
- 2020 Ansuya Blom
- 2018 Erik van Lieshout
- 2016 Yvonne Dröge Wendel
- 2014 Wendelien van Oldenborgh
- 2012 Peter Struycken
- 2010 Mark Manders
- 2008 Barbara Visser
- 2006 Job Koelewijn
- 2004 Daan van Golden
- 2002 Aernout Mik
- 2000 Guido Geelen
- 1998 Jan van de Pavert
- 1996 Karel Martens
- 1994 Matthijs Röling
- 1992 Carel Visser
- 1990 Marrie Bot
- 1988 Toon Verhoef

## Premi Nobel
I seguenti vincitori dei premi Heineken per la medicina, la biochimica e la biofisica hanno successivamente vinto un premio Nobel:
- Christian de Duve
  - Premio Dr. H.P. Heineken per la biochimica e la biofisica 1973
  - Premio Nobel per la Fisiologia o la Medicina 1974
- Aaron Klug
  - Premio Dr. HP Heineken per la biochimica e la biofisica 1979
  - Premio Nobel per la Chimica 1982
- Thomas Cech
  - Premio Dr. H.P. Heineken per la biochimica e la biofisica 1988
  - Premio Nobel per la Chimica 1989
- Paul C. Lauterbur
  - Premio Dr. A.H. Heineken per la medicina 1989
  - Premio Nobel per la Fisiologia o la Medicina 2003
- Paul Nurse
  - Premio Dr. H.P. Heineken per la biochimica e la biofisica 1996
  - Premio Nobel per la Fisiologia o la Medicina 2001
- Barry J. Marshall
  - Premio Dr. A.H. Heineken per la medicina 1998
  - Premio Nobel per la Fisiologia o la Medicina 2005
- Eric R. Kandel
  - Premio Dr. A.H. Heineken per la medicina nel 2000
  - Premio Nobel per la Fisiologia o la Medicina 2000
- Andrew Z. Fire
  - Premio Dr. H.P. Heineken per la biochimica e la biofisica 2004
  - Premio Nobel per la Fisiologia o la Medicina 2006
- Roger Y. Tsien
  - Premio Dr. H.P. Heineken per la biochimica e la biofisica 2002
  - Premio Nobel per la Chimica 2008
- Jack W. Szostak
  - Premio Dr. H.P. Heineken per la biochimica e la biofisica 2008
  - Premio Nobel per la Fisiologia o la Medicina 2009
- Elizabeth Blackburn
  - Premio Dr. A.H. Heineken per la medicina 2004
  - Premio Nobel per la Fisiologia o la Medicina 2009
- Ralph M. Steinman
  - Premio Dr. A.H. Heineken per la medicina 2010
  - Premio Nobel per la Fisiologia o la Medicina 2011